# Босх, Йоханнес ван ден (генерал-губернатор)
Йоханнес ван ден Босх (2 февраля 1780, Хервейнен около Гельдерна — 28 января 1844, Гаага) — нидерландский военный и колониальный чиновник, генерал-губернатор Нидерландской Ост-Индии.
Родился в семье хирурга. В 1797 году, получив звание лейтенанта инженерных войск, на собственные средства отправился служить в нидерландские колонии в Ост-Индии. Спустя год получил звание первого лейтенанта и был переведён в гарнизон в Батавии; 6 февраля 1801 года был повышен до капитана и стал помощником генерал-губернатора, в 1802 году возглавил топографическое подразделение. 15 мая 1804 года получил звание майора, 25 февраля 1807 года — звание подполковника и должность заместителя губернатора. Из-за серьёзных разногласий с новым генерал-губернатором Данделсом по поводу слишком либеральной, по мнению Босха, политики последнего 16 мая 1808 года по собственному желанию вышел в отставку в звании полковника и в ноябре 1810 года отправился в Нидерланды, однако на обратном пути его корабль был захвачен англичанами, вследствие чего он провёл два года в британском плену. В ноябре 1813 года, возвратившись из плена, сразу же поступил на службу к Оранской династии, был временным управляющим Утрехта и заместителем мэра Амстердама. В 1815 году был комендантом Маастрихта, участвовал в боевых действиях против наполеоновских войск, в том числе в битве под Ватерлоо, 24 ноября 1816 года был повышен в звании до генерал-майора. С 1818 года был активным деятелем колониального Общества Благодеяния, имевшего целью поселение жителей бедных провинций Нидерландов в колониях. С 1823 года служил при Министерстве внутренних дел и общественных работ, в 1827—1828 годах недолго был губернатором в Нидерландской Вест-Индии и Суринаме, в 1828 году был переведён в Ост-Индию, 16 октября получив звание генерал-лейтенанта.
16 января 1830 года был назначен генерал-губернатором Ост-Индии; спустя три дня королевское правительство утвердило впервые рассмотренные ещё в 1827 году меры по ужесточению управления колонией и одновременно расширение полномочий генерал-губернатора. Босхом была создана так называемая культвационная система (Cultuurstelsel), предусматривавшая развитие экономики колонии путём крайней эксплуатации населения и природных ресурсов; в первую очередь она коснулась острова Ява. Итогом этой политики стало устройство множества новых дорог, а также создание большого количества плантаций кофе и сахарного тростника и складов для хранения продукции. В знак признания его заслуг (с 1830 по 1877 год благодаря этой политике колония принесла более 837 миллионов гульденов прибыли) получил титулы барона (1835) и графа (1839).
31 января 1834 года Босх вышел в отставку, в мае вернулся в Нидерланды и в том же месяце занял пост министра колоний. В 1842—1844 годах был депутатом Палаты представителей нидерландского парламента; скончался в январе 1844 года после непродолжительной болезни. Был награждён офицерским крестом Военного ордена Вильгельма (8 июля 1815 года) и командорским крестом (15 октября 1828 года), а также Большим крестом (26 марта 1831 года) Ордена Нидерландского льва.